# Helotorus europeator
Helotorus europeator är en stekelart som beskrevs av Aubert 1978. Helotorus europeator ingår i släktet Helotorus, och familjen brokparasitsteklar. Arten är reproducerande i Sverige.